# Shamuel Nachmias
Shamuel Nachmias (in ebraico שמואל נחמיאס‎?; Tel Aviv, 19 ottobre 1954) è un ex cestista israeliano.

## Carriera
Con Israele ha partecipato ai Campionati europei del 1977 e ai Giochi asiatici del 1974.